# رابرت فروش
رابرت فروش (انگلیسی: Robert A. Frosch؛ زادهٔ ۲۲ مهٔ ۱۹۲۸) سیاست‌مدار اهل ایالات متحده آمریکا است.
همچنین برندهٔ جوایزی همچون مدال مؤسسان انجمن مهندسان برق و الکترونیک شده‌است.